# Stiftsmuseet Maribo
Stiftsmuseet Maribo er kulturhistorisk museum i Maribo Tidligere kendt under navnet Lolland-Falsters Stiftmuseum. Museet fusionerede i 2009 med Guldborgsund Museum til Museum Lolland-Falster. Stiftsmuseet fungerer som udstillingssted for skiftende kulturhistoriske udstillinger.

## Historie
I 1879 donerede en lokal købmand ved navn Laurits Schrøder ca. 400 forskellige oldsager og antikviteter til Maribo Kommune, hvorefter genstandende blev udstillet på byens rådhus under navnet "Mariebo Antiqvitetssamling" i 1880. Samlingen voksede snart, da lokale begyndte at skænke gaver til museet.
I 1883 begyndte man at arbejde aktivt for at få en bygning udelukkende til udstillingen og rettede henvendelse til J.J.A. Worsaae, der var direktør for Oldnordisk Museum for at få hans hans anbefaling til at danne en forening for Lolland-Falsters Stift som skulle værne om den eksisterende samling samt andre oldsager i stiftet. I 1884 blev der, med Worsaaes anbefaling, udsendt en opfordring til stiftets beboer om at give økonomisk støtte til opførslen af en museumsbygning. Året efter var der doneret nok penge til at man kunne erhverve en grund tæt ved stationen.
Man valgte Ove Petersen, der tidligere havde tegnet Det Kongelige Teater, til at tegne bygningen. Byggeriet begyndte i januar 1889 og stod færdigt til indvielse i oktober 1890.
I 1940'erne blev der lavet en tilbygning i form af en stor sal, som i dag bruges til udstillinger.
1. januar 2009 blev Lolland-Falster Stiftmuseum lagt sammen med Guldborgsund Museum og blev således en del af det nye Museum Lolland-Falster.

## Udstilling
Udstillingen om den polske indvandring, urudstillingen og legetøjsudstillingen er sammen med Stiftsmuseets øvrige faste udstillinger blev taget ned i foråret 2020.
Museet viser nu udstillingen LOLA, der fortæller om resultaterne af Museum Lolland-Falsters udgravninger forud for etableringen af den faste forbindelse over Femern Bælt. Udstillingen fokuserer på stenalderen og de mange meget velbevarede fund, som er dukket op under udgravningerne. Blandt andet et stykke birkebaksbeg, som rummede et komplet genom af en kvinde, der levede 3.700 f.Kr.
Stiftsmuseets enestående samling af middelalder krucifikser vises i udstillingen Oh My God.

### Krucifikser
Museet råder over en unik samling krucifikser fra perioden 1250-1350, og der findes ikke lignende samlinger andre steder i landet.
Syv krucifikser kom i museets eje i 1930'erne og kommer fra Horbelev, Nørre Ørslev, Musse, Horreby, Holeby, Horreby og Skovlænge. Yderligere to krucifikser fra Hillested og Torslunde hører til samlingen.
Kulturarvsstyrelsen har doneret 470.000 kr. til konservering af samlingen, der er af enestående national betydning. Arbejdet med at restaureringen foregik i slutning af 2007 og forløb frem til foråret 2009. Det blev varetaget af Bevaringscenter Næstved.
Krucifikserne vises i udstillingen Oh My God på Stiftsmuseet.

### Runesten
I forhallen står de to runesten Sædingestenen fundet i 1854 fra Sædinge og Skovlængestenen fundet i 1627 fra Skovlænge, som er en del af de syv runesten fundet på Lolland.